# Jaskhadelphys minutus
Jaskhadelphys і Jaskhadelphys minutus — вид і рід сумчастоподібних ссавців, які мешкали в Південній Америці під час крейдового періоду.